# لاكا جيرفي
63°50′N 27°55′E / 63.833°N 27.917°E
لاكا جيرفي هي بحيرة متوسطة الحجم تقع في منطقة مستجمعات المياه الرئيسي فووكسي. وهي موجودة في بلديات سونكا جيرفي، سوتكيمو وكاياني في مناطق سافو الشمالية و كاينو في فنلندا. البحيرة على بعد 20 كم وهي طويلة وضيقة نسبيا. وهي أكبر بحيرة في بلدية سونكا جيرفي. البحيرة تقع على بعد بضعة كيلومترات من مناجم النيكل التابعة لشركة تلفافرا للتعدين. حركات حماية الطبيعة قلقون جدا من أن التعدين يمكن أن يلحق الضرر على البحيرة.